# Épernay
Épernay je město ležící v departementu Marne v severní Francii. V roce 2006 zde žilo 24 456 obyvatel.
Épernay leží ve vinařské oblasti, většina jeho historie a hospodářství je spojena se šampaňským vínem, které je hlavní turistickou atrakcí.

## Geografie
Sousední obce: Magenta, Hautvillers, Aÿ, Chouilly, Pierry, Moussy, Vinay, Saint-Martin-d'Ablois, Boursault a Vauciennes.
Obcí protéká řeka Marna.

## Demografie
Počet obyvatel

## Osobnosti města
- Flodoard (894 - 965), historik a kronikář
- Thibaud III. z Blois (1010 - 1089), hrabě z Blois
- Albert Deullin (1890 - 1923), stíhací pilot
- Yohann Diniz (* 1978), atlet
- John Gadret (* 1979), cyklista

## Partnerská města
- Clevedon, Spojené království
- Ettlingen, Německo
- Fada N’Gourma, Burkina Faso
- Löbau, Německo
- Middelkerke, Belgie
- Montespertoli, Itálie